# Koło (województwo lubuskie)
Koło – wieś w Polsce położona w województwie lubuskim, w powiecie żarskim, w gminie Brody.
W latach 1975–1998 miejscowość administracyjnie należała do województwa zielonogórskiego.
W 1946 i 1947 roku mieściła się tu 6 komendantura odcinka Ochrony Pogranicza.

## Zabytki
Do wojewódzkiego rejestru zabytków wpisany jest:
- kościół filialny pod wezwaniem Narodzenia NMP, z XIII/XIV wieku, gruntownie przebudowany w latach 1731-1733

inne zabytki:
- dwór z XIX wieku pokryty mansardowym dachem wraz z zabudowaniami folwarczymi
- stary kamienny krzyż z granitu nieznanego wieku i pochodzenia, z obu stron krzyża znajduje się wypukły ryt miecza. Z krzyżem związanych jest kilka legend starających się wyjaśnić jego zapomniane pochodzenie. Według jednej dwaj rabusie pokłócili się przy podziale łupów i nawzajem się pozabijali, inna z legend mówi, że zabiło się tu nawzajem dwóch czeladników, jeszcze inna nawiązuje do tego, że w Kole miała mieć miejsce jakaś bitwa[5]. Kolejna legenda, najpopularniejsza w ostatnich dziesięcioleciach,  mówi, że jest to tzw. krzyż pokutny, czyli krzyż fundowany przez zabójcę w wyniku jego umowy pojednawczej z rodziną zabitego. Przypuszczenie to nie ma oparcia w żadnych dowodach ani badaniach a jest oparte jedynie na nieuprawnionym założeniu, że wszystkie stare kamienne krzyże monolitowe, o których nic nie wiadomo, są krzyżami pokutnymi[6], chociaż w  rzeczywistości powód fundacji takiego krzyża może być różnoraki, tak jak każdego innego krzyża. Ta ostatnia legenda stała się na tyle popularna, że zaczęła być odbierana jako fakt i pojawiać się w lokalnych opracowaniach, informatorach czy przewodnikach jako informacja, bez uprzedzenia, że jest to co najwyżej luźna hipoteza bez żadnych bezpośrednich dowodów.